# Lamar Smith
Lamar Seeligson Smith (San Antonio, 19 november 1947) is een Amerikaans afgevaardigde voor het 21ste congressionele district van Texas. Het district omvat de meeste van de meer welgestelde delen van San Antonio en Austin en ook bijna heel het Texas Hill Country.
Smith is bekend vanwege het inbrengen van SOPA, de Stop Online Piracy Act, in het Amerikaanse Huis van Afgevaardigden, waar hij sinds 3 januari 1987 in zetelt. Hij is de voorzitter van het Comité voor de Rechtspraak van het Huis van Afgevaardigden.
Met ingang van november 2018 ging Smith met pensioen en stelde hij zich niet herverkiesbaar.